# فال حافظ
فالِ حافظ به‌معنی استفاده از دیوانِ حافظ برای برای پیش‌گوییِ سرنوشت و رفعِ تردید و خوب یا بد بودنِ عاقبتِ کاری یا استعلام از احوالِ شخصِ غایبی است.
یکی از باورهای کهن و عمومیِ ایرانیان، فالِ نیک یا بد زدن با دست‌آویزی به رویدادها و اشیاء گوناگون بوده است. استخاره یا همان تفأل به قرآن نیز یکی از مرسوم‌ترین روش‌های تفأل است که پس از ظهورِ اسلام رایج شد و پس از آن نیز به دیگر آثارِ ادبی که تصور می‌شد نویسنده‌اش «بهره‌ای از کلام حق» دارد، گسترش یافت. پس از ظهورِ حافظ، تفأل به دیوانِ دیگر شاعران، بسیار کمتر، و دیوانِ حافظ جانشینِ آن‌ها شده است و نمونه‌های تفأل به دیوانِ شاعران پس از حافظ بسیار نادر و اندک است. با دور شدن از روزگارِ زندگانیِ حافظ، مقدس شدنِ شخصیت و شعرِ او بیشتر جلوه‌گر می‌شود. این دیوان نزد مردم چنان تقدسی یافته که گفته‌اند هرجا که پای اسلام رسیده است، در کنارِ قرآن، دیوانِ حافظ هم دیده می‌شود. این تقدس سبب جایز ندانستنِ تفأل با دیوانِ حافظ و حتی دست‌زدن به آن در گاهِ مستی شد. شهرتِ حافظ به «لسانُالْغِیْب» باعث شد که خوانندگانِ دیوانش از همان دورانِ نزدیک به زندگانیَش، به دیوانش تفأل زنند و اعتقادِ حقیقی بدو و اشعارش پیدا کنند.
فال گرفتن از دیوانِ حافظ معمولاً در مناسبت‌هایی مانند عید نوروز، چهارشنبه‌سوری، شب چله، سیزده‌به‌در، چهارشنبهٔ آخرِ ماهِ صَفَر و سیزدهِ صفر انجام می‌شود. هنگامی که شخص نیتِ مشخصی دارد، مانند هنگامِ فراقِ یار یا انتظارِ آمدنِ شخصی یا پیش‌آمدنِ مشکلی برای عزیزی یا چیرگیِ اندوهی بر وجودِ فردی، فال زدن رایج است. فال گرفتن آداب خودش را دارد، برای مثال:باید توسط بزرگ فامیل و کسی که می‌تواند شعرها را روان بخواند ادا شود. در ابتدا نیت کرده و با استفاده از قسم به حافظ شروع می‌کنیم که به این صورت است :ای حافظ شیرازی! تو محرم هر رازی! تورا به خدا وشاخه نباتت قسم می‌دهم هر چه صلاح و مصلحت می‌بینی برایم آشکارسازی. فال گرفتن از رسومِ جمعی و گروهی نیز است و ازاین‌رو آیین‌های مختلفی برای انتخابِ نوبتِ «قرعهٔ فال» رواج یافته که انتخابِ این شیوه‌ها خود نوعی سرگرمی است و در شهرهای مختف، روش‌های گوناگونی نیز دارد. جدول‌های ویژه‌ای به‌نام «فال‌نامه» وجود دارد که برپایهٔ دیوانِ حافظ ساخته شده و در مقدمه و پیوستِ بعضی از چاپ‌های دیوان یا بعضی دست‌نویس‌های کهنِ آن آمده است.

## تعریف
در لغت، فال به‌معنیِ پیش‌بینی و پیش‌گوییِ آینده در زمینهٔ رویدادی خوب یا بد براساس دیده‌ها و شنیده‌هاست. چنان‌که کسی با دیدنِ زیبارویی یا در مواجهه با اتفاقِ ناگواری در هنگامِ صبح، پیش‌بینی می‌کند که روزِ خوب یا بدی خواهد داشت. بر این اساس، حافظ هنگامِ به‌یادآوردنِ چهرهٔ معشوقِ زیباروی، پیش‌بینی می‌کند که به خواسته‌اش خواهد رسید و آن را «فالِ نکو» می‌نامد که سببِ «حال نکو» می‌شود. چون شنیدنِ آوازِ خوش و دیدنِ رویِ زیبا، شگون دارد و حالِ شنونده و بیننده را خوش می‌کند، فال را نکو می‌سازد و رسیدن به وصال را پیش‌بینی می‌کند. حاجی خلیفه (درگذشتهٔ ۱۰۶۷ ه‍.ق) در کشفُالظُّنون بیان می‌کند که فال، دانشی است که برپایهٔ آن برخی از رخدادها و رویدادهای آینده پیش‌بینی می‌شود. این آگاهی برپایهٔ تفسیرِ سخنِ شنیده از دیگران یا باز کردنِ آثارِ شاعرانی مانند مولوی و حافظ یا باز کردنِ قرآن صورت می‌گیرد که در میانِ این‌ها، فالِ حافظ از شهرتِ ویژه‌ای برخوردار است و محققان دربارهٔ آن پژوهش‌هایی کرده‌اند. با توجه به خوب یا بد بودنِ رویدادهای آینده، فال‌ها نیز به دو دستهٔ نیک و بد تقسیم می‌شوند.

### فال نیک
فالِ نیک، پیش‌بینیِ روی دادنِ اتفاقاتِ نیکوست و پیغامِ مثبت و انجام دادنِ کارِ مد نظر را به فال‌گیرنده می‌دهد. حافظ به این موضوع در اشعارش هم اشاره کرده است مانند در بیتِ «مژده دادند که بر ما گذری خواهی کرد/نیت خیر مگردان که مبارک فالی است». حافظ در این بیت از محبوبِ اقدام‌کننده می‌خواهد که نیتِ خیرِ خودش را — که ملاقات با عاشقِ خویش است — تغییر ندهد، زیرا فالْ نیک آمده است. حافظ در بیتِ «برخاست بوی گل ز در آشتی درآی/ای نوبهار ما رخ فرخنده فال تو» نیز از محبوب می‌خواهد که اقدام کند و از قهرکننده نیز می‌خواهد با رسیدنِ بهار و بوی گل، اجازهٔ دیدار و آشتی دهد.

### فال بد
این فال پیش‌گویی‌کنندهٔ رویداد و حوادثِ ناخوشایند و ناگوار است و پیامِ تَطَیُّر، خودداری و عقب‌نشینی را به فال‌گیرنده می‌دهد تا از کاری که قصدِ انجامش را داشت، منصرف شود. با توجه به اینکه تطیّر در فرهنگِ اعراب براساسِ آوازِ پرندگان انجام می‌شده است، آن را بدین نام خوانده‌اند؛ مثلاً با شنیدنِ صدای کلاغ پیش‌بینی می‌کرده‌اند که رویدادِ ناگواری رخ خواهد داد و در مشکلی گرفتار خواهند شد.
فالِ حافظ به‌معنی استفاده از دیوانِ حافظ برای برای پیش‌گوییِ سرنوشت و رفعِ تردید و خوب یا بد بودنِ عاقبتِ کاری یا استعلام از احوالِ شخصِ غایبی است. اشعارِ حافظ عمدتاً دعوت به شور و شوق و حرکت است؛ و حتی در اشعاری که دعوت به صبر می‌کند، در حقیقت نویدِ آینده‌ای بهتر و روشن را می‌دهد و از این نظر، صبر پیشه‌کردن هم برای تحققِ آرزوها و خواسته‌هاست.

## تاریخچه
یکی از باورهای کهن و عمومیِ ایرانیان، فالِ نیک یا بد زدن با دست‌آویزی به رویدادها و اشیاء گوناگون بوده است. استخاره یا همان تفأل به قرآن نیز یکی از مرسوم‌ترین روش‌های تفأل است که پس از ظهورِ اسلام رایج شد و پس از آن نیز به دیگر آثارِ ادبی که تصور می‌شد نویسنده‌اش «بهره‌ای از کلام حق» دارد، گسترش یافت. حتی بعضی از علمای اسلام با استناد به گفتهٔ بعضی از یارانِ محمد دربارهٔ علاقه‌اش به تفأل، فال زدن به قرآن را مجاز شمرده‌اند. در بعضی دیگر از منابع مانند لُبابُ الْاَلباب، نَفَحاتُ الْاُنس و مَفتوحُ الْقُلوب، از تفأل به متونی دیگری مانند دیوان کبیر، دیوانِ سید حسن غَزنَوی، دیوانِ قاسم اَنوار و دیوانِ جامی یاد شده است.
اما آنچه از منابع و مستنداتِ تاریخی برمی‌آید این است که پس از ظهورِ حافظ، تفأل به دیوانِ دیگر شاعران، بسیار کمتر، و دیوانِ حافظ جانشینِ آن‌ها شده است و نمونه‌های تفأل به دیوانِ شاعران پس از حافظ بسیار نادر و اندک است. تا حدی که ملک‌الشعرای دربارِ جهانگیرشاه گورکانی، طالب آملی (درگذشتهٔ ۱۰۳۶ ه‍.ق)، در دیوانش فقط تفأل به دیوانِ حافظ را درست دانسته است.
با دور شدن از روزگارِ زندگانیِ حافظ، مقدس شدنِ شخصیت و شعرِ او بیشتر جلوه‌گر می‌شود. این دیوان نزد مردم چنان تقدسی یافته که به‌گفتهٔ تقی‌الدین حسینی کاشانی، نویسندهٔ خُلاصَةُالْاَشعار هرجا که پای اسلام رسیده است، در کنارِ قرآن، دیوانِ حافظ هم دیده می‌شود. این تقدس سبب شد بعضی تفأل با دیوانِ حافظ و حتی دست‌زدن به آن را در گاهِ مستی جایز ندانند.

## صحّت اشعار
شهرتِ حافظ به «لسان‌الغیب» باعث شد که خوانندگانِ دیوانش از همان دورانِ نزدیک به زندگانیَش، به دیوانش تفأل زنند و اعتقادِ حقیقی بدو و اشعارش پیدا کنند. آزاد بِلْگْرامی در این‌باره می‌گوید که حافظ را لسان‌الغیب لقب دادند چراکه فالِ دیوانش خبر از غیب می‌دهد.
بعضی نیز مانند نجیب کاشانی (د. ۱۱۲۳ ه‍.ق) از برآورده نشدنِ وعده‌های حافظ در شعرِ خویش سخن گفته‌اند:
| نجیب از وعده‌های فال حافظ گشت سرگردان |  | برات لم یصل آواره می‌سازد محصّل را |

بااین‌حال اعتقاد و باورِ بیشترِ مردم بر برآورده‌شدنِ وعده‌های حافظ بوده است. حسینی سَنْبْهَلی در تذکرهٔ حسینی می‌گوید که فالِ بیشترِ افرادی که در گاهِ اضطرار به دیوانِ حافظ تفأل زده‌اند، واقع شده است. به‌نوشتهٔ قاضی محمدصادق اختر، پادشاهان و وزیران و درباریان با اضطرار به دیوانِ حافظ تفأل می‌زدند، و مضمونِ بیتِ سرصفحه با آغازِ غزلِ شاهدش، رخ می‌داده است. جهانگیر شاه گورکانی نیز در جهانگیرنامه دو بار به تفألِ خود به دیوانِ حافظ اشاره کرده و گفته که در بسیاری از مواقع که فال گرفته، بسیار کم پیش آمده است که نتیجهٔ کار، مطابقِ فال نبوده باشد و در بسیاری از مواقع، نتیجهْ مشابهِ فال می‌شده است. خود حافظ نیز چند بار از جمله در ابیات «به ناامیدی ازین در مرو بزن فالی/بوَد که قرعهٔ دولت به نام ما افتد» و «از غم هجر مکن ناله و فریاد که دوش/زده‌ام فالی و فریادرسی می‌آید» از فال زدن یاد کرده است. حافظ در بعضی ابیات مانند «مگر وقت وفا پروردن آمد/که فالم لا تذرنی فرداً آمد» فال را در معنای استخاره کردن با قرآن هم به‌کار برده است.
بعید است که اشارهٔ حافظ در اشعارش به فال و فال زدن به شعرش، در به‌وجود آمدنِ تفأل به دیوانش بی‌تأثیر بوده باشد. جدا از جنبهٔ سرگرمیِ تفأل، اعتقاد به مقدس بودنِ دیوانِ حافظ در بسیاری از جنبه‌های زندگیِ فارسی‌زبانان اثرِ زیادی گذاشته تا جایی که برپایهٔ نوشته‌ها و مستنداتِ تاریخی، گاهی فال زدن به دیوانِ حافظ سببِ جنگ شده و گاهی جنگی را مانع شده، گاهی باعثِ کُشتنِ کسی شده و گاهش کسی را از مرگ نجات داده و گاهی نامِ فرزندی براساسِ فال انتخاب شده است. شکی نیست که برخی از متون و روایاتِ تاریخی با افسانه‌پردازی و مبالغه همراه بوده، اما بسیاری از روایات نیز، شرحِ عینیِ وقایع است.

## مناسبت‌ها
فال گرفتن از دیوانِ حافظ معمولاً در مناسبت‌هایی مانند عید نوروز، چهارشنبه‌سوری، شب چله، سیزده‌به‌در، چهارشنبهٔ آخرِ ماهِ صفر و سیزدهِ صفر انجام می‌شود. هنگامی که شخص نیتِ مشخصی دارد، مانند هنگامِ فراقِ یار یا انتظارِ آمدنِ شخصی یا پیش‌آمدنِ مشکلی برای عزیزی یا چیرگیِ اندوهی بر وجودِ فردی، فال زدن رایج است.

## روش‌ها

### در گذشته
فال گرفتن از رسومِ جمعی و گروهی نیز است و ازاین‌رو آیین‌های مختلفی برای انتخابِ نوبتِ «قرعهٔ فال» رواج یافته که انتخابِ این شیوه‌ها خود نوعی سرگرمی است و در شهرهای مختف، روش‌های گوناگونی نیز دارد. گاهی از روزِ قبل این قرعهٔ فال را آماده می‌کنند؛ بدین شکل که هرکس نشانه‌ای ویژه را در ظرفی می‌گذارد و سپس این نشانه‌ها به‌طور تصادفی توسط کودکی نابالغ از ظرف بیرون کشیده می‌شود و نوبتِ صاحبِ فال را مشخص می‌کند. گاهی نیز ابتدا فال را می‌خوانند و سپس با بیرون کشیدنِ نشانه، صاحبِ فال را مشخص می‌کنند. اصطلاحِ «قرعهٔ فال» مشخص نیست از چه زمانی رواج یافته اما این عبارت در بعضی نسخه‌های اشعارِ حافظ دیده می‌شود: «آسمان بار امانت نتوانست کشید/قرعهٔ فال به نام من دیوانه زدند»
گزینشِ غزلِ فال همراه با آدابِ ویژه‌ای است که از جزئیاتش در گذشته، اطلاعاتِ دقیقی وجود ندارد اما برپایهٔ متونِ تاریخی، این مقدارْ روشن است که نیت می‌کردند و گاهی بر روحِ حافظ تکبیر می‌گفتند و گاهی اخلاص هم می‌خواندند و سپس دیوان را باز می‌کردند. برخی جزئیات را می‌توان با بررسیِ حکایاتِ قدیمی دریافت؛ قدیمی‌ترین منبعِ تفأل به دیوانِ حافظ که دیارِ بَکریه نام دارد، نقل می‌کند که از قدیمْ بیتی که در بالای صفحهٔ سمتِ راست بوده، مورد نظرِ فال‌گیر بوده است. یکی از دبیرانِ دربارِ صفوی به‌نام اسکندربیگِ مُنشی نیز این موضوع را نقل کرده است. به‌نقل از نوشته‌ای که از او به‌جا مانده، پس از تصرفِ تبریز توسط عثمانی، شاه عباس متوجهِ آن‌جا شد؛ در این میان گفتگویی بین وکیل پاشای عثمانی و مولانا صبوری، مُنَجِّمِ تبریزی دربارهٔ خبرِ آمدنِ شاه در قلعهٔ تبریز شکل گرفت. بر حسبِ اتفاق، دیوانِ حافظی آن‌جا بود و دربارهٔ این موضوعْ فالی گرفتند. به‌نقل از مولانا صبوری در ابتدای صفحهٔ سمتِ راست، مقطعِ «عراق و فارس گرفتی به شعر خویش حافظ/بیا که نوبت بغداد و وقت تبریز است» آمده است. با توجه به حکایتِ نقل‌شده از عنایت خان راسخ روشن می‌شود که بیتِ دربردارندهٔ مطلبِ اصلیِ فال، دست‌کم از سدهٔ دوازدهمِ هجری قمری «بیتُالْفال» خوانده می‌شده است. حکایتِ دیگری در تذکرهٔ مِرآةُالْخیال روشن می‌کند که یکی از روش‌های گرفتنِ فال این بوده که اشعارِ حافظ را به‌صورتِ جداگانه می‌نوشتند و کودکی یکی از آن‌ها را بیرون می‌کشید و طبقِ همان شعر عمل می‌کردند.

### امروز
امروزه فال‌گیرندهٔ حرفه‌ای که معمولاً «فال‌خوان» گفته می‌شود، رو به قِبله می‌نشیند و دیوان را مانند کتابی مقدس در دستِ چپ نگاه می‌دارد و از صاحبِ فال می‌خواهد که نیت کند. سپس با سرِ انگشت به‌طور تصادفی صفحه‌ای را باز می‌کند. نخستین غزلی که در صفحهٔ سمتِ راست می‌آید، غزلِ فال است و غزلِ بعدی هم «شاهدِ فال» است که به آن «پس‌فال» هم گفته می‌شود. اگر غزل از صفحهٔ قبل شروع شده باشد، به صفحهٔ قبل رجوع می‌کنند و از آغازْ غزل را می‌خوانند. گاهی نخستین بیتی که می‌آید، گاهی بیتِ هفتم، گاهی تمامِ شعر و گاهی بیتِ مطلع را ملاک قرار می‌دهند. گاهی هم بیت‌های اول تا سوم یا اول تا چهارم یا تمام آن را به‌عنوان مکمل فال می‌خوانند. برخی نیز اعتقاد دارند که باید پیش از گرفتنِ فال وضو داشت و رو به قبله نشست و چشم‌ها را بست و صلوات فرستاد. بعضی هم با خواندنِ فاتحه برای حافظ و گفتنِ عبارتِ «برسد به دست حافظ شیرازی» و فوت کردن به آسمان و سپس باز کردنِ دیوان، فال می‌گیرند.
از جمله باورهای عامیانه این است که هنگامِ گرفتنِ فال، به علایقِ حافظ مانند شاه‌چراغ یا آبِ رُکن‌آباد یا معشوقه‌اش «شاخُ نبات» او را قسم می‌دهند؛ که البته شاخُ نبات معشوقهٔ حافظ نبوده و در دیوان به این معنی به‌کار نرفته است. دیوانِ حافظ از جمله آثاری است که از گذشته تا به امروز برای فال گرفتن مورد توجه بوده است. حتی به همین دلیل همیشه بر سرِ آرامگاهِ حافظ دیوانش هم حاضر است. میرزا مهدی‌خان منشی استرآبادی که منشیِ نادرشاه بوده نیز از فال گرفتنِ نادرشاه بر سر آرامگاهِ حافظ یاد کرده، اما قدیمی‌ترین شاهدِ این موضوع، در مفتوح‌القلوب آمده است. حکایتی از تفأل به دیوانِ حافظ در آرامگاهِ حافظ از عنایت‌خان راسخ نقل شده است. قاضی نورُالله شوشتَری هم به رفتنِ شاه اسماعیل صفوی به آرامگاهِ حافظ اشاره کرده و نوشته که شاه اسماعیل، دیوان را از سرِ قبرِ حافظ برداشته و تفألی به دیوان زده است. به‌نوشتهٔ محمد معین، تا همین اواخر رسم بوده که اهالیِ شیراز عصرهای چهارشنبه بر آرامگاهِ حافظ حاضر می‌شدند و با دیوانِ خطیِ او که — وقفِ کریم‌خان است — فال می‌گرفتند.
جدول‌های ویژه‌ای به‌نام «فال‌نامه» وجود دارد که برپایهٔ دیوانِ حافظ ساخته شده و در مقدمه و پیوستِ بعضی از چاپ‌های دیوان یا بعضی دست‌نویس‌های کهنِ آن آمده است.

## منبع‌شناسی
با گسترش و رواجِ تفأل به دیوانِ حافظ، رساله‌ها و بخش‌های مستقلی از کتاب‌ها هم به این موضوع پرداختند. کتابِ مَفتوحُالْقُلوب نوشتهٔ محمد بن محمد هِرَوی که در هِرات تألیف شده است. به‌نوشتهٔ مؤلف در مقدمهٔ کتاب، پس از فال زدن به دیوانِ حافظ به‌اصرارِ یک دوست و درست و متناسب یافتن با احوالِ خودش، تصمیم بر جمع‌آوری فال‌های افرادِ مقبولُالْقُول گرفت. او سی و یک سال را صرفِ این کار کرده و حاصلش، هشتاد و یک حکایتِ کوتاه و بلند است که در کتاب آمده است. قدیمی‌ترین روایت از تفأل به دیوانِ حافظ که در این کتاب هم به آن اشاره شده، داستانِ فال گرفتنِ قاسم انوار هنگامِ اخراج از هرات به‌خاطر سوءقصد به جانِ شاهرخ میرزا است که درصورتِ درستیِ اصلِ ماجرا، نشان‌دهندهٔ اعتقادِ شاهرخ به فال حافظ است. این کتاب یک بار و به‌کوششِ احسان پورابریشم و با خطاهای بسیار به‌چاپ رسیده است. در بابِ رسومِ تفأل به دیوانِ حافظ، حاجی خلیفه این کتاب را رساله‌ای کوتاه و خلاصه معرفی کرده که در آن روایاتی مربوط به تفأل به دیوانِ حافظ — که در آن فالْ مناسبِ حالِ فال‌گیرندهٔ بوده — آمده است. او همچنین به رازنامه که رساله‌ای ترکی زبان از حسین کَفَوی است اشاره کرده است. این کتاب که اکنون موجود است، ۱۳۹ حکایت دارد که در ایران و عثمانی به‌وقوع پیوسته‌اند. رازنامه در برخی حکایات با مفتوح‌القلوب مشترک است اما بااین‌حال مفصل‌تر از آن است. از عبارتِ «شهرت داشتم به جمع دیوانِ خواجه حافظ و تفأل آنِ» هروی در کتابش، این احتمال داده می‌شود که افرادِ دیگری هم این حکایت‌ها را در رساله‌های مستقلِ خویش گردآوری کرده‌اند اما امروزه دردسترس نیستند. خاتمهٔ کتابِ لطیفهٔ غیبیّه از محمد بن محمد دارابی شیرازی از دیگر گردآوری‌های مستقلی است که موجود است. این کتاب دربارهٔ فال‌هایی است که از «دیوانِ اعجازنشانِ سرحلقهٔ اهلِ عرفان جلوهٔ ظهور یافته» است. فال‌نامهٔ حافظِ شیراز از عنایت‌خان راسخ نیز — که شامل حکایت‌هایی از تفأل‌های پادشاهان و بزرگان است — یکی دیگر از رساله‌های مستقل است. چنان‌که در خُلاصَةُالتَّواریخِ قاضی احمد قُمی آمده، انتخابِ نامِ شاهزاده برپایهٔ تفأل به دیوانِ حافظ بوده است. حکایتی از قصدِ تخریبِ آرامگاه‌های بزرگانِ شیراز توسط شاه اسماعیل صفوی و تفأل به دیوانِ حافظ در مَجالِسُ الْمُؤمِنین اثر قاضی نورالله شوشتَری وجود دارد که سرانجام، شاه اسماعیل دستور به تعمیرِ آرامگاه داده است. در میان آثارِ معاصر نیز می‌تون به فال‌های شگفت‌انگیز حافظ اثر فانی تبریزی و بهاءالدین خرمشاهی اشاره کرد که حدودِ ۱۵۰ فال را گردآوری کرده‌اند.